# Paunzhausen
Paunzhausen ist eine Gemeinde im oberbayerischen Landkreis Freising. Die Gemeinde ist Mitglied der Verwaltungsgemeinschaft Allershausen. Nächstgelegener Bahnhof ist Reichertshausen(Ilm) an der Bahnstrecke München–Treuchtlingen.

## Gemeindegliederung
Es gibt neun Gemeindeteile (in Klammern ist der Siedlungstyp angegeben):
- Angerhöfe (Dorf)
- Hohenbuch (Weiler)
- Johanneck (Kirchdorf)
- Kreuth (Weiler)
- Letten (Weiler)
- Paunzhausen (Pfarrdorf)
- Schernbuch (Dorf)
- Walterskirchen (Kirchdorf)
- Wehrbach (Weiler)

## Geschichte
Die ersten urkundliche Nennung des Ortes stammt vom 9. April 845. Die geschlossene Hofmark Paunzhausen gehörte ursprünglich zur Herrschaft Au, seit 1718 den Grafen von Hörwarth zu Hohenburg. Paunzhausen wurde im Zuge der Verwaltungsreformen in Bayern 1818 eine selbständige politische Gemeinde. Im Jahr 1827 brannten durch einen Blitzschlag die Kirche St. Stephanus und 26 Gebäude ab.
Am 1. April 1939 wurde die bis dahin selbständige Gemeinde Johanneck eingegliedert.

### Einwohnerentwicklung
Zwischen 1988 und 2018 wuchs die Gemeinde von 1009 auf 1497 um 488 Einwohner bzw. um 48,4 %.

## Politik

### Bürgermeister
Am 16. März 2014 wurde Johann Daniel als Erster Bürgermeister wiedergewählt, er ist seit Mai 2008 im Amt.

### Wappen
| Wappen von Paunzhausen | Blasonierung: „In Blau zwischen einem schwebenden goldenen Kreuzstab mit silbernem Band und drei pfahlweise gestellten sechsstrahligen goldenen Sternen auf silbernem Dreiberg ein silberner Turm.“ |
| Wappen von Paunzhausen | |